# 이치하라 미쓰키
이치하라 미쓰키(일본어: 市原 充喜, 1986년 1월 31일 ~ )는 일본의 전 축구 선수이다.

## 구단 경력
과거 제프 유나이티드 지바에서 활동하였다.